# Asesinato de Maria Ridulph
Maria Elizabeth Ridulph (12 de marzo de 1950 - c. diciembre de 1957) fue una niña de siete años que desapareció de Sycamore, Illinois, el 3 de diciembre de 1957. Sus restos fueron encontrados casi cinco meses después en un área boscosa cerca de Woodbine, Illinois, aproximadamente a 90 millas (144,8 km) de su casa. María fue vista por última vez por una amiga en la esquina de Centre Cross Street y Archie Place, cerca de su casa con un hombre desconocido de poco más de veinte años que se hacía llamar "Johnny".
El caso, bien conocido en el área de Chicago, fue uno de los asesinatos sin resolver más antiguos en los Estados Unidos que presumiblemente se resolvió. Jack McCullough, quien bajo su nombre anterior John Tessier había sido vecino de la familia Ridulph, fue condenado por su asesinato en septiembre de 2012. Sin embargo, en marzo de 2016, el fiscal estatal del condado de DeKalb anunció que una revisión posterior a la condena de las pruebas disponibles mostró que McCullough no pudo haber estado presente en el lugar y la hora del probable secuestro de Maria Ridulph. McCullough fue liberado de prisión el 15 de abril de 2016 y los cargos en su contra fueron desestimados el 22 de abril de 2016. McCullough fue declarado inocente del crimen por el Tribunal del Condado de DeKalb el 12 de abril de 2017.

## Fondo
Maria Ridulph nació el 12 de marzo de 1950, del matrimonio formado por Michael y Frances Ivy Ridulph en Sycamore, Illinois. Era la menor de sus cuatro hijos y tenía dos hermanas y un hermano. Aunque muchos residentes vivían o trabajaban en granjas de la zona, su padre Michael trabajaba en una de las pocas fábricas de Sycamore; su madre Frances era ama de casa. En el momento en que fue secuestrada, María tenía 7 años, 1,10 m de alto y pesaba 24 kg, con cabello castaño oscuro y ojos marrones. Era una estudiante de honor, entonces en segundo grado. También recibió premios por asistencia perfecta a la escuela dominical en la Iglesia Evangélica Luterana de St. John.
"Mi hija es una niña nerviosa y si se mete en algún problema se pone histérica", dijo Frances en una entrevista poco después de su desaparición. "Alguien probablemente tendría que matarla para mantenerla callada. Soy la única que podría calmarla". María también fue descrita como "gritona" y temerosa de la oscuridad. Su mejor amiga era Kathy Sigman, de 8 años, que vivía en la misma calle que los Ridulph.

## Desaparición
En la tarde del 3 de diciembre de 1957, María rogó que la dejaran salir porque había comenzado a nevar. Después de comer, María y su amiga y vecina Kathy Sigman salieron en la creciente oscuridad, el sol se había puesto, cerca de la casa de María y jugaron a un juego al que llamaban "esquivar los autos", corriendo de un lado a otro tratando de evitar las luces de los automóviles que se aproximaban por la calle. Según Kathy, al rato se les acercó un hombre, a quien Kathy luego describió a la policía como de unos 20 años y alto, con una barbilla delgada, cabello claro, incisivos separados y vistiendo un jersey colorido. El hombre, que dijo llamarse "Johnny", les dijo a las niñas que tenía 24 años y que no estaba casado. Preguntó si les gustaban las muñecas y si les gustaban los paseos a caballito. Le dio a María un paseo a caballito, después de lo cual ella regresó a casa y volvió con una de sus muñecas para mostrarle. Después de que María estuviera de vuelta, Kathy corrió a su casa a buscar sus guantes dejando a María sola con el hombre. Cuando Kathy regresó, María y el hombre ya no estaban.
Kathy fue a la casa de Ridulph para decirles que no podía encontrarla. Inicialmente, la familia pensó que María se estaba escondiendo y envió al hermano de María, de 11 años, a buscarla. Después de que no pudo encontrarla, los Ridulph llamaron a la policía y, en una hora, la policía y civiles armados comenzaron una búsqueda en la ciudad, pero no pudieron localizar ni a María ni a "Johnny", el hombre con el que fue vista por última vez. La Oficina Federal de Investigaciones (FBI), suponiendo que María podría haber sido secuestrada cruzando las fronteras estatales (un delito federal), llegó a Sycamore en dos días para ayudar a la policía local y estatal en la búsqueda. El FBI y la policía entrevistaron a numerosos testigos que habían visto a las dos niñas jugar sin ninguna otra persona presente entre las 6:00 p. m. y las 6:30 p. m. Basándose en estas entrevistas, se pensó que "Johnny" se había acercado a las niñas después de las 6:30 p. m., y el FBI concluyó que María fue secuestrada entre las 6:45 y las 7 p. m.
La desaparición de María recibió en los medios cobertura nacional y tanto el presidente Dwight D. Eisenhower como el director del FBI John Edgar Hoover se interesaron en el caso. La policía continuó investigando a varios sospechosos en el área, incluidos transeúntes, delincuentes sexuales conocidos, y un hombre local que había llevado a niños a caballito, pero no desarrolló pistas sólidas. Los padres de María aparecieron en televisión, en radio y prensa suplicando por el regreso seguro de su hija y la ayuda del público para encontrarla.
El 26 de abril de 1958, cerca de Woodbine, Illinois (23 millas al este de Galena y aproximadamente a 100 millas de Sycamore), dos turistas que buscaban setas en un área boscosa a lo largo de la Ruta 20 de los Estados Unidos descubrieron un esqueleto infantil que vestía solo una camiseta interior, camisa y calcetines, debajo de un árbol parcialmente caído. El estado de descomposición del cuerpo indicaba que llevaba allí varios meses. El cuerpo fue identificado como Maria Ridulph mediante los registros dentales, un mechón de cabello y las prendas que eran las que llevaba puestas cuando desapareció. No se encontró el resto de la ropa: su abrigo, pantalón de pana, bragas y zapatos. No se tomaron fotografías de la escena del crimen (aunque se tomaron fotos de la ubicación general sin mostrar el cuerpo) porque el forense, James Furlong, no quería que las fotos de los restos se filtraran a los periódicos. Debido a que el crimen había ocurrido dentro de Illinois en lugar de cruzar fronteras estatales, el FBI se retiró del caso y lo dejó en manos de la policía estatal y local.
La autopsia inicial no pudo determinar la causa de muerte debido al avanzado estado de descomposición. Durante una autopsia realizada 50 años después, un antropólogo forense determinó que María probablemente había sido apuñalada varias veces en la garganta (véase abajo, Reapertura del caso).

## Sospechosos

### John Tessier (Jack McCullough)
John Tessier nació como John Cherry el 27 de noviembre de 1939 en Belfast, Irlanda del Norte, hijo del sargento británico Samuel Cherry y su esposa Eileen McCullough (Cherry). Samuel Cherry cayó en combate a principios de la Segunda Guerra Mundial. Durante la guerra, Eileen Cherry fue una de las primeras mujeres observadoras de aviones en la Royal Air Force del Reino Unido y conoció a Ralph Tessier, que prestaba servicio en la 8.ª Fuerza Aérea del Ejército de los Estados Unidos en la RAF Bovingdon, Inglaterra. Se casó con Ralph Tessier en noviembre de 1944 y, después de la guerra, ella y su hijo John, que entonces tenía 7 años, siguieron a Ralph a su ciudad natal de Sycamore, Illinois, donde Ralph y Eileen tuvieron seis hijos más a lo largo de los años. Después del matrimonio de su madre, John usó el apellido Tessier, aunque a veces todavía lo llamaban John Cherry.
La casa de la familia Tessier en Sycamore estaba ubicada a la vuelta de la esquina de la casa de Ridulph, a menos de dos cuadras de distancia. Ralph Tessier, un pintor de letreros y rotulista, pintó las insignias en las puertas de los coches de policía de Sycamore y era amigo del jefe de policía. John Tessier fue expulsado de la escuela en el décimo grado por empujar a una maestra e insultarla. En el momento de la desaparición de Maria Ridulph, tenía 18 años y vivía en casa con sus padres y hermanos mientras hacía planes para unirse a la Fuerza Aérea de los Estados Unidos.
El 4 de diciembre, los investigadores visitaron la casa de Tessier como parte de la búsqueda de María en el vecindario. Según las medias hermanas de Tessier, Katherine Tessier (Caulfield) y Jeanne Tessier, su madre les dijo a los investigadores que John Tessier había estado en casa la noche del 3 de diciembre, algo que luego testificaron que no era cierto. Poco después, antes de que se encontrara el cuerpo de María, el FBI investigó a Tessier como posible sospechoso. Las fuentes difieren sobre si la investigación fue desencadenada por un comentario de un residente local o por los propios padres de John Tessier, buscando alejar sospechas de su hijo cuando se dieron cuenta de que tenía el mismo nombre y descripción general que "Johnny".
Tessier y sus padres dijeron a los investigadores del FBI que el 3 de diciembre de 1957, Tessier estaba en Rockford, Illinois, aproximadamente a 40 millas al noroeste de Sycamore, para alistarse en la Fuerza Aérea. (Esta historia difería de la declaración anterior de su madre, según lo informado por sus hijas, de que Tessier había estado en casa toda la noche) Dijo que había estado en Chicago el 2 y 3 de diciembre sometiéndose a los exámenes físicos requeridos para su alistamiento. En la mañana del 3 de diciembre, visitó la oficina de reclutamiento de Chicago (lo cual fue corroborado por los registros) y luego pasó el día haciendo turismo en Chicago antes de regresar a Rockford en tren esa tarde, llegando allí a las 6:45 p. m.. A su llegada a Rockford, había llamado a sus padres para pedir que lo llevaran a casa en Sycamore, ya que había tomado el tren hacia y desde Chicago y había dejado su propio automóvil en casa. Más tarde se encontraron registros telefónicos que mostraban que se realizó una llamada a cobro revertido desde la oficina de correos de Rockford a la casa de los Tessier a las 6:57 p. m. de esa noche por alguien que dio su nombre como "John Tassier" como lo escribió la operadora. Después de hacer la llamada, Tessier se reunió con los funcionarios de la oficina de reclutamiento de Rockford para dejar el papeleo relacionado con su alistamiento. Los oficiales confirmaron que hablaron con Tessier alrededor de las 7:15 p. m. de esa tarde, aunque un oficial también expresó algunas preocupaciones sobre la credibilidad y la conducta de Tessier. Tessier fue llevado a la comisaría para pasar la prueba del detector de mentiras, que superó. En vista de su coartada y el resultado de la prueba del detector de mentiras, Tessier fue eliminado de la lista de sospechosos y el FBI cerró su informe el 10 de diciembre de 1957 señalando: "No se están realizando más investigaciones sobre el sospechoso anterior". A Kathy Sigman nunca se le mostró una fotografía de él ni se le pidió que lo identificara. Tessier se fue de Sycamore al día siguiente para presentarse al entrenamiento básico en la Base de la Fuerza Aérea Lackland.
Tessier sirvió en el ejército estadounidense durante trece años y ascendió al rango de capitán. Después de dejar el servicio, se mudó a Seattle, Washington, donde posteriormente se graduó de la Academia de Policía del Condado de King en junio de 1974 y se convirtió en oficial de policía en la pequeña ciudad de Lacey, cerca de Olympia. Luego se unió al departamento de policía en Milton, Washington, donde se enfrentó con el jefe de policía, quien intentó despedirlo y documentó una larga lista de quejas sobre su trabajo y conducta. En 1982, en Tacoma, Washington, Tessier acogió a una chica de 15 años huida de casa, Michelle Weinman, y a su amiga, que conocía a Tessier como oficial de policía de Milton. Weinman testificó más tarde que poco después de que ella comenzara a vivir con Tessier, él la acarició y luego le practicó sexo oral. Tessier fue acusado de estupro, un delito grave. Después de negociar la declaración de culpabilidad, finalmente se declaró culpable de interactuar con un menor con fines inmorales, un delito menor. Fue sentenciado a un año de libertad condicional formal y fue despedido del Departamento de Policía de Milton el 10 de marzo de 1982.
El 27 de abril de 1994, John Tessier cambió legalmente su nombre a Jack Daniel McCullough, diciendo que quería honrar a su difunta madre. En 2011, McCullough vivía en una comunidad de jubilados en el noroeste de Seattle, donde trabajaba como guardia de seguridad.

### William Henry Redmond
En 1997, el teniente de policía de Sycamore, Patrick Solar, cerró el caso de Ridulph, un expediente que entonces tenía 40 años, y nombró a William Henry Redmond, un ex camionero y trabajador de carnaval de Nebraska que había muerto en 1992, como el hombre que probablemente había secuestrado y asesinado a la niña. Redmond había sido acusado en 1988 del asesinato en 1951 de una niña de Pensilvania de 8 años, aunque ese caso fue desestimado cuando un oficial de policía se negó a revelar el nombre de un informante confidencial. Redmond también fue sospechoso de la desaparición en 1951 de Beverly Potts, de 10 años, en Ohio. Según Solar, Redmond le dijo a un compañero de prisión que cometió un crimen similar al secuestro y asesinato de Ridulph. Solar también creía que la apariencia y el comportamiento de Redmond coincidían con los de "Johnny".
El informe de Solar fue criticado por la falta de evidencia de respaldo y supuestas motivaciones políticas. El propio Solar reconoció que las pruebas contra Redmond eran circunstanciales y que si Redmond hubiera vivido, habría sido difícil condenarlo en el caso Ridulph a menos que confesara. Por esa razón, Solar calificó el caso como "cerrado, pero no resuelto", dejando abierta la posibilidad de que más adelante se encuentre un mejor sospechoso. Cuando Jack McCullough fue juzgado más tarde en el caso Ridulph, el juez de primera instancia descartó cualquier testimonio sobre Redmond con el argumento de que no era un sospechoso creíble.

## Reapertura del caso
El caso fue reabierto en 2008 basado en nueva información de la media hermana de McCullough, Janet Tessier. Según Janet, su madre, Eileen Tessier, en su lecho de muerte en enero de 1994, había dicho: "Esas dos niñas y la que desapareció, John lo hizo. John lo hizo, y tienes que decírselo a alguien". Janet interpretó la declaración en el sentido de que su medio hermano John Tessier (que pronto cambiaría su nombre por Jack McCullough) había secuestrado y asesinado a Maria Ridulph; también había escuchado de sus hermanas mayores (Katherine Tessier (Caulfield) y Jeanne Tessier que Eileen les había mentido a los investigadores sobre que él estaba en casa la noche del crimen. Otra de las medias hermanas de McCullough, Mary Pat Tessier (Hunt), también estuvo presente cuando Eileen habló con Janet, pero luego testificó que solo había escuchado a su madre decir: "Él lo hizo". Sin embargo, Mary Pat testificó que tenía el mismo entendimiento que Janet y que sus hermanas mayores habían sospechado del asesinato de John Tessier durante años. En ese momento, Eileen, enferma terminal de cáncer, tomaba morfina y, según su médico, estaba "desorientada". McCullough, quien supuestamente una vez amenazó con matar a Janet con un arma y abusó sexualmente de su media hermana Jeanne cuando tenía catorce años, estaba separado de la familia Tessier en el momento de la muerte de Eileen. Le dijeron que no asistiera a su funeral.
Janet Tessier dijo que hizo varios intentos infructuosos durante los siguientes catorce años para que las fuerzas del orden, incluida la policía de Sycamore y el FBI (que la remitió de nuevo a la policía de Sycamore), investigaran la declaración de su madre. Patrick Solar, quien durante parte de este tiempo fue teniente de la policía de Sycamore y había identificado a William Henry Redmond como el sospechoso más probable del asesinato de Ridulph, le dijo a CNN que Janet nunca había hablado con él, pero que él no habría sospechado de John Tessier (Jack McCullough) porque conocía a la familia Tessier, Ralph Tessier había pintado los coches de policía de Sycamore y John Tessier había sido absuelto por el FBI en 1957. En 2008, Janet envió un correo electrónico a una línea de información de la policía estatal de Illinois, lo que resultó en que la unidad de casos sin resolver de la policía estatal llevara a cabo una larga investigación sobre los antecedentes y la coartada de McCullough.
Las hermanas de Janet, Katherine y Jeanne, contaron a los investigadores sus sospechas, y Jeanne dijo que John había abusado de ella cuando era niña y de otras niñas. Otra mujer alegó que John Tessier la había llevado a caballito cuando era niña y se negó a dejarla hasta que intervino su padre. Los investigadores de la policía estatal revisaron la evidencia y desarrollaron una nueva línea de tiempo según la cual Tessier podría haber secuestrado a María y haber conducido a Rockford a tiempo para hacer una llamada telefónica a las 6:57 p. m. y reunirse con los oficiales de reclutamiento a las 7:15 p. m. Bajo esta nueva línea de tiempo, determinaron que María habría sido secuestrada a más tardar a las 6:20 p. m. La búsqueda policial de María había comenzado a las 7 p. m. según Katherine, quien dijo que había regresado a casa de una fiesta a las 7 p. m. y encontró que la búsqueda había comenzado.

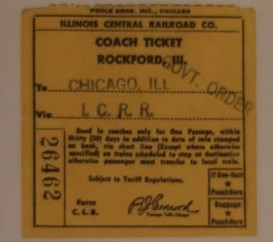
El billete de tren emitido por militares sin usar de Rockford a Chicago que no se usó como evidencia contra Jack McCullough en su juicio por asesinato en 2012.

Con la esperanza de que Kathy Chapman (de soltera, Sigman) revisara una serie fotográfica, la policía tomó cinco fotos grupales del anuario de la Sycamore High School de 1957, pero la foto de John Tessier no estaba en el anuario porque había sido expulsado. La policía obtuvo una foto contemporánea de él de su exnovia, que difería de las fotos del anuario en que Tessier vestía camisa en lugar de traje y el fondo era oscuro en lugar de claro. Chapman identificó la foto de Tessier.
Junto con la imagen, la que había sido novia de Tessier al momento del crimen proporcionó un billete de tren militar sin usar de Rockford a Chicago con fecha de diciembre de 1957. Los investigadores tomaron esto para sugerir que, contrariamente a la coartada de Tessier, este no tomó el tren en su viaje a Chicago y, en cambio, condujo su automóvil hasta allí, lo que significa que podría haber regresado a Sycamore la tarde del 3 de diciembre, secuestrado a María y conducido a Rockford. La policía localizó a un amigo de la escuela secundaria de Tessier que recordaba haber visto el automóvil pintado de manera distintiva de Tessier en Sycamore esa tarde y dijo que Tessier no permitió que nadie más condujera su automóvil.
En julio de 2011, el Departamento de Policía de Seattle, que se había unido a la Policía Estatal de Illinois en la investigación, llevó a McCullough para interrogarlo (utilizando un interrogador profesional debido a la experiencia policial de McCullough). Al principio, McCullough habló con calma y cooperó, pero cuando se le preguntó sobre el asesinato de Maria Ridulph y su paradero la noche del crimen, se volvió evasivo y agresivo. Después de que McCullough se negara a responder más preguntas, fue arrestado por el secuestro y asesinato de Maria Ridulph y extraditado a Illinois.
El cuerpo de María fue exhumado ese mismo mes para buscar pruebas de posible ADN intruso, pero no se pudo encontrar ninguna. Sin embargo, un antropólogo forense descubrió que María había sido apuñalada en la garganta al menos tres veces con una hoja larga y afilada, que dejó cortes en el esternón y las vértebras del cuello, consistentes con "al menos tres" cortes en la garganta. Aunque el apuñalamiento se consideró una causa probable de muerte, un tribunal de apelaciones declaró más tarde que los hallazgos no excluían otras posibles causas de muerte, como el estrangulamiento, manual o con ligadura, que no se pudo investigar adecuadamente debido a la descomposición del tejido blando.
La noticia del arresto en un caso de asesinato cometido 54 años atrás atrajo la atención nacional. El fiscal principal, Clay Campbell, fiscal estatal del condado de DeKalb, se mostró reacio a tomar el caso debido a su antigüedad y la falta de evidencia física que conectara a McCullough con el crimen. Pero, después de ser persuadido por las familias Ridulph y Tessier, quienes creían que McCullough era culpable, acusó formalmente a McCullough del secuestro y asesinato de María.

## Procedimientos judiciales

### Juicio
En el juicio de septiembre de 2012, la fiscalía sostuvo que McCullough se sintió atraído por María y decidió secuestrarla, pero terminó matándola y presentó nuevos informes de autopsia que sugerían que María fue apuñalada hasta la muerte. Aunque los fiscales sospechaban que McCullough violó a la niña, no pudieron probarlo y nunca lo mencionaron ante el tribunal. Numerosos testigos testificaron para la acusación, incluidos familiares de María, vecinos, personal policial y Kathy Sigman Chapman, quien fue la testigo estrella e identificó a McCullough como "Johnny", el hombre que se acercó a ella y María 50 años antes. Otra amiga de la infancia de María testificó que "Johnny" también le había ofrecido un paseo a cuestas y lo identificó como McCullough. Tres reclusos que fueron encarcelados con McCullough testificaron que habló sobre haber matado a María. Sin embargo, sus historias eran inconsistentes y no coincidían con la evidencia que indicaba que María había sido apuñalada. Un recluso dijo que McCullough habló de haber estrangulado a María con un cable, y otro dijo que McCullough la asfixió accidentalmente intentando evitar que gritara.
La defensa argumentó que los fiscales y la policía fueron presionados por las familias Ridulph y Tessier para resolver el caso e implicar a McCullough, aunque no hubo evidencia física, motivo o indicio de que McCullough estaba en el área cuando María fue secuestrada. McCullough no subió al estrado en su propia defensa siguiendo el consejo de sus abogados.
El 14 de septiembre de 2012, McCullough fue declarado culpable del secuestro y asesinato de Maria Ridulph y recibió cadena perpetua con posibilidad de libertad condicional después de 20 años. Tenía 73 años en el momento de la sentencia.

### Apelación
McCullough apeló sus condenas. El 13 de febrero de 2015, el Tribunal de Apelaciones de Illinois (Segundo Distrito) confirmó su condena por asesinato, pero anuló sus condenas por secuestro y secuestro de un menor por estar fuera del plazo de prescripción de tres años vigente para esos delitos en 1957. La decisión no tuvo efecto en la cadena perpetua de McCullough, ya que el tribunal de sentencia había dispuesto que las sentencias por secuestro y rapto se "fusionarían" con la cadena perpetua de McCullough por asesinato. Aunque el tribunal de apelaciones dictaminó que la declaración en el lecho de muerte de Eileen Tessier no debería haber sido admitida como prueba contra McCullough, el tribunal se negó a revocar la condena por asesinato porque el juez Hallock no se basó en gran medida en la declaración al emitir la condena.

### Procedimientos posteriores y anulación de la condena
En 2015, McCullough, presentó una petición de reparación posterior a la condena pidiendo que se anulara su condena por asesinato. Después de que la corte inicialmente desestimó la petición de McCullough como "frívola y sin mérito", el defensor público que había representado originalmente a McCullough en el juicio, y que había seguido investigando el caso mientras se mantenía en contacto con McCullough, a pesar de que no era ya no designado para defender a McCullough— pidió al tribunal que reconsiderara la destitución. McCullough presentó una moción sucesiva que no podía negarse sin una audiencia de la Oficina del Fiscal del Estado.
En respuesta a las mociones, el fiscal estatal del condado de DeKalb, Richard Schmack, quien había reemplazado a Clay Campbell en ese puesto, realizó una revisión exhaustiva de la evidencia, lo que llevó a Schmack a concluir que McCullough no pudo haber cometido el crimen y que en realidad era inocente. Según Schmack, no se incluyeron pruebas en el juicio que establecieran claramente el paradero de McCullough la noche del secuestro de Maria Ridulph y respaldaran su coartada. En particular, los registros telefónicos de Illinois Bell mostraron que McCullough hizo una llamada a cobro revertido a su madre esa noche desde un teléfono público en el centro de Rockford en lugar de desde Sycamore, como se alegó en su juicio. Dado el momento de la llamada telefónica, la distancia de aproximadamente 40 millas entre Sycamore y Rockford y las condiciones de la carretera helada, Schmack concluyó que McCullough no podía haber estado en Sycamore en el momento de la desaparición de Maria Ridulph.
Después de una audiencia judicial en marzo de 2016, el 15 de abril de 2016, el juez William P. Brady del Tribunal de Circuito de Illinois anuló la condena y la sentencia originales de McCullough y ordenó un nuevo juicio. McCullough, quien permaneció acusado del crimen, fue puesto en libertad bajo fianza ese día en espera del nuevo juicio. Una semana después, el juez Brady desestimó los cargos contra McCullough; sin embargo, la desestimación del cargo de asesinato fue sin perjuicio, lo que significa que McCullough podría ser juzgado nuevamente por el asesinato de Maria Ridulph si un fiscal deseara hacerlo. Brady pospuso el fallo sobre una solicitud del hermano de María, Charles Ridulph, respaldada por las firmas de cientos de ciudadanos de Sycamore, incluido el alcalde de la ciudad, de que se nombre un fiscal especial para reemplazar a Schmack en el caso de McCullough. El 5 de agosto de 2016, el juez Brady negó la moción de un fiscal especial; Charles Ridulph luego declaró que no apelaría el fallo.
McCullough fue declarado inocente del crimen por el Tribunal de Circuito del Condado de DeKalb el 12 de abril de 2017.

### Solicitudes de la Ley de Libertad de Información
El 21 de julio de 2016, Porter, yerno de McCullough, presentó una demanda (Caso 2016-CH-09536 (Condado de Cook, Illinois)) contra la Policía Estatal de Illinois y el Departamento de Policía de Sycamore por negarse a cumplir con una Ley de Libertad de Solicitud de Ley de Información relacionada con la investigación del caso. La solicitud de FOIA fue motivada por las acusaciones de Schmack de mala conducta policial el 3 de noviembre de 2015.

## Memoriales
El "Mapa conmemorativo de Maria Ridulph", un mapa de dos metros cuadrados de la ciudad de Sycamore construido con acero y porcelana, se montó en el exterior del frente del edificio del ayuntamiento de Sycamore en 1958, en conmemoración de Maria Ridulph. El mapa se retiró en 2002 y se reemplazó con una placa conmemorativa de bronce que se instaló en un pedestal fuera del ayuntamiento.
La familia Ridulph también estableció un "Fondo conmemorativo Maria Ridulph" que se usó originalmente para pagar el mapa conmemorativo y luego se usó como fondo de becas, ayudas y campamentos de verano para niños locales necesitados. Una parte de las ganancias del libro de 2014 de Charles Lachman sobre el caso, Footsteps in the Snow, se donó al fondo.

## En la cultura popular
En el momento del juicio y condena de McCullough en 2012, el caso fue objeto de varios documentales, incluido un episodio de 48 Hours  y una función web de CNN Interactive titulada Taken: The Coldest Case Ever Solved . Un libro sobre crímenes reales de Charles Lachman, Footsteps in the Snow (2014), también se convirtió en la base de un documental de Lifetime Movie Network del mismo nombre. Estos trabajos, que se publicaron antes de que se anulara la condena de McCullough, suponían que el caso se había resuelto con éxito. Por el contrario, el autor del norte de Illinois, Jeffrey Dean Doty, publicó un libro de no ficción, Piggyback (2014), en el que revisó las pruebas y los documentos judiciales del caso y examinó si McCullough había sido condenado injustamente.
Como parte de su revisión del caso de McCullough, el fiscal estatal Richard Schmack leyó Taken, Footsteps in the Snow y Piggyback, y citó partes de Taken y Footsteps en su presentación judicial de 2016 respaldando la inocencia de McCullough.